# عبان رمضان
عبان رمضان (10 يونيو جوان 1920 - 26 ديسمبر 1957)، هو ناشط سياسي وقائد ثوري جزائري له دور رئيسي في تنظيم الكفاح المسلح في الثورة الجزائرية من أجل استقلال الجزائر.
ولد في 10 جوان 1920م في قرية عزوزة أحد قرى بلدية الأربعاء نايث إيراثن في تيزي وزو، ينحدر من عرش آيث إيراثن في منطقة القبائل، وتم اغتياله سنة 1957 في المغرب، يعتبر اليوم من أبرز قادة ثورة التحرير الجزائرية ويسمى الزعيم الأكثر سياسية في جبهة التحرير الوطني، ويطلق عليه أيضا لقب مهندس الثورة.
عرف عن عبان رمضان توحيده لجبهة التحرير الوطني الجزائرية مع جميع الفصائل السياسية من أجل محاربة الاستعمار وطرده من الجزائر، كما يعد المنظم الرئيسي لمؤتمر الصومام الذي تم من خلاله تنظيم الثورة الجزائرية.

## نشأته وحياته
ولد عبان رمضان في قرية عزوزة ببلدية الأربعاء نايث إيراثن في 10 جوان 1920
تم تجنيده خلال الحرب العالمية الثانية برتبة رقيب في فوج من المشاة بالبليدة، في انتظار الانطلاق نحو إيطاليا، انضم بعدها لحزب الشعب الجزائري وعمل بنشاط بحيث أصبح أمين عام للبلدية المختلطة في شلغوم العيد تابعا لحزب الشعب الجزائري.
تأثر بمجازر 8 ماي 1945م والتي شارك فيها، تم تعينه في ما بعد رئيسا للولاية سنة 1948م في منطقة سطيف ثم وهران، وفي هذه الفترة انضم إلى المنظمة الخاصة وهي الجناح المسلح لحزب الشعب الجزائري من أجل الإعداد للثورة التحررية.

### في السجون الفرنسية
بعد عدة أعمال قام بها مع المنظمة الخاصة، تمت ملاحقته من قبل الشرطة الفرنسية، بتهمة مشاركته في المنظمة الخاصة، ألقي عليه القبض بعد عدة أشهر في الغرب الجزائري سنة 1950م وحوكم سنة 1951م بعد عدة أسابيع من التعذيب والتحقيق وحكم عليه بالسجن لمدة ست سنوات وعشرة سنوات من النفي وعشر سنوات من الحرمان مع 500.000 فرنك فرنسي كغرامة بتهمة الإخلال بأمن الدولة، وكانت هذه بداية محنة في السجن من بجاية وسجن بربروس والحراش، تم نقله بعدها إلى سجن بالألزاس سنة 1952م، تحت إجراءات أمنية مشددة تخضع لنظام الاحتجاز، بدأ خلالها إضرابا عن الطعام إلى أن شارف على الوفاة ودام لمدة 36 يوم.
كسجين سياسي، تم نقله إلى ألبي جنوب غرب فرنسا، حيث نظام السجون هناك أكثر مرونة، انغمس خلالها في القراءة وتشكل خلالها وعيه السياسي، وتعرف على القضية الإيرلندية والوضعية المأساوية للشعب الإيرلندي من قبل الاحتلال البريطاني ومدى تشابه مايعانيه الشعب الجزائري لأكثر من قرن من التضحيات.
عاد إلى الجزائر سنة 1954م ونقل لسجن الحراش، وكان من بين المهيئين للثورة التحررية الجزائرية، عين من بين إثنى عشرة عضوا لتولي مصير المقاومة الجزائرية ضد الاستعمار الفرنسي. 

### الإفراج وتنظيم شبكات جبهة التحرير الوطني
تم الاتصال معه من قبل قادة الولاية الثالثة بعد إطلاق سراحه ببضعة أيام، في 18 يناير 1955م، عندما كان تحت الإقامة الجبرية في مسقط رأسه عزوزة، فغادر المنطقة مختبأً، وتوجه نحو العاصمة حيث كلف بمهمة تنظيم شبكة المناضلين، دعى في أفريل 1955م، إلى توحد الشعب الجزائري ووقع على القيام الفعلي والرسمي لجبهة التحرير الوطني كحركة وطنية ممثلة للشعب الجزائري، بمبدأ «تحرير الجزائر مهمة الجميع» ولن يتوقف النضال الثوري حتى يتم ذلك.
أصبح بسرعة أحد أبرز العقول المخططة والمنظمة للثورة الجزائرية على امتداد التراب الجزائري، من خلال التنسيق بين الولايات، كما كان له يد في الاتصالات مع جبهة التحرير خارج الجزائر، في مصر والمغرب وتونس وفي فرنسا، بحيث كانت له اليد الكبرى في كثير من الأمور المتعلقة بالثورة الجزائرية داخليا ودوليا.
كرس طاقته وجهده لتنظيم المعركة ضد المستعمر، كما كان له فضل تجميع القوى السياسية الجزائرية في جبهة التحرير الوطني لإعطاء ثورة أول نوفمبر حجمها الوطني الموحد لكل الصفوف، انتدب من قبل يوسف بن خدة لإنشاء جريدة المجاهد المتحدث الرسمي باسم الثورة، وساهم في صياغة النشيد الوطني الجزائري قسما من خلال اتصاله بالشاعر مفدي زكريا، دعم ظهور النقابات العمالية، والتجار، والطلبة والتي كان لها دور كبير في الثورة الجزائرية الكبرى.

### الهيكل السياسي للحركة الوطنية
بدأ عبان رمضان في العمل على وضع الأسس لتكملة وتنقيح الأهداف الواردة في بيان أول نوفمبر 1954م، وذلك بدعم من العربي بن مهيدي وتجسد ذلك في مؤتمر الصومام 20 أوت 1956م، بتأسيس جيش التحرير الوطني وضرورة التزامه بقوانين الحرب وتنظيمه لهذه المؤسسة، كما تبنى عبان الجانب السياسي بطرح لبرنامج سياسي والذي أكد على أولوية الجانب السياسي على الجانب العسكري، وأولوية الداخلي على الخارجي، تم تعيينه ضمن خمسة أعضاء يتولون الإدارة السياسية الوطنية، لجنة التنسيق والتنفيذ وهي المسؤولة عن تنسيق الثورة وتنفيذ توجيهات المجلس الوطني.

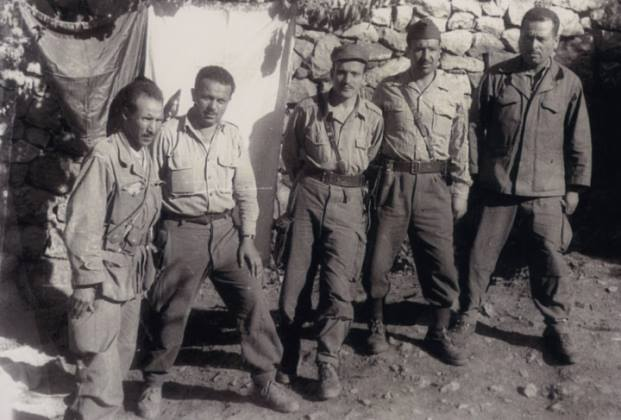
صورة تذكارية في مؤتمر الصومام من اليمين لليسار: أعمر أوعمران، كريم بلقاسم، العربي بن مهيدي، عبان رمضان، زيغود يوسف

كان عبان رمضان رفقة العربي بن مهيدي وياسف سعدي أصحاب القرار في انطلاق معركة الجزائر العاصمة، قام هو والعربي بن مهيدي بالإشراف على العمل العسكري، وتنسيق العمل على توصيل الدعاية السياسية للشعب الجزائري، ولكن بعد اعتقال العربي بن مهيدي واستشهاده ومطاردة ياسف سعدي قرر عبان رمضان رفقة ثلاثة من أعضاء لجنة التنسيق والتنفيذ مغادرة العاصمة.

## اغتياله
اغتيل عبان رمضان في المغرب يوم 26 ديسمبر1957 بعد مؤامرة من زعماء لجنة التنسيق والتنفيذ حيث شنقه عبد الحفيظ بوصوف بربطة عنقه[بحاجة لمصدر].

## شهادات عنه
- قال فرحات عباس : «كان لعبان رمضان الفضل الكبير في تنظيم الثورة فلقد أعطاها بعدا عقلانيا، وأعطاها الإتساق والشعبية لقد أكد لنا النصر»[2]
- وقال عمر أوعمران وهو أحد قادة المنطقة الثالثة «لقد عرفت الكثير من المثقفين، لكن عبان كان ذكيا بشكل ملحوظ، وكان بسيطا أيضا مع إخلاص مطلق، لم يكن يحب المال أو ارتداء الملابس الفاخرة، كان أهم شيء بالنسبة له هو الوحدة الوطنية، كان عازما على الحصول عليها بجميع الوسائل»[3]

المقولات التالية [بحاجة لمصدر]
- قال محمد محساس : «مؤتمر الصومام فتح الباب للاغتيالات داخل الثورة... ولقد حاول عبان اغتيالي... وإن نجوت أنا فإن جماعة "عبان" قتلت 15 معارضاُ لمؤتمر الصومام»
- قال الرائد عثمان سعدي : «ما حدث في الصومام مؤامرة سياسية.. والمؤتمر جاء كنتيجة لمفاوضات سرية مع فرنسا»
- قال الصافي بوديسة : «عبان باشر حملة إغتيالات ضد أصحاب التيار العربي الإسلامي»
- قال الطاهر بن عيشة : «هناك سر ما وراء إطلاق سراح عبان والسماح له بالعودة إلى الجزائر...والتي تزامنت مع مرور أشهر على إندلاع الثورة..في حين ظل غيره يترنح في السجون الفرنسية»
- قال رابح بلعيد : «بن بلة على صواب فيما قاله عن عبان..ولا أستبعد ضلوع "عبان" في تصفية مصطفى بن بولعيد»